# Аликул Осмонов
Аликул Осмонов (на киргизки: Алыкул Осмонов) (21 март 1915 г. – 12 декември 1950 г.) е киргизки съветски поет, драматург и преводач, сред авторите, модернизирали поезията в Киргизстан.
Основните му постижения са записването на устна народна поезия, съсредоточена върху светски теми с акцент върху вътрешната емоция, ежедневието и национализма. Превежда много европейски автори на киргизки език, включително произведения на Уилям Шекспир, Шандор Петьофи и Александър Пушкин.

## Биография
Осмонов е роден в Каплал-Арик в област Панфилов, Киргизстан, на около 75 км западно от Бишкек. В ранна възраст остава сирак и израства в сиропиталище „Бишкек“, а след това – в сиропиталище „Токмок“. От 1929 г. Осмонов учи в педагогическото училище в Бишкек, но го напуска поради заболяване от туберкулоза.
Започва журналистическа кариера и работи в няколко китайски вестника от началото на съветската ера, включително „Шабул“ („Атака“), „Ленинчил жаш“ („Ленинската младеж“) и „Кизил Киргизстан“ („Червен Киргизстан“), който продължава да съществува и до днес под заглавие „Киргиз Туусу“). От 1939 до 1940 г. работи като главен секретар на Националния съюз на писателите в Киргизстан („Кыргызстан Улуттук Жазуукулар союзу“), който продължава да съществува и днес. Година по-рано става член на Съюза на съветските писатели.
Първото му стихотворение „Кизил жук“ е публикувано през 1930 г., а първият му сборник стихове „Песни в зората“ – през 1935 г. Написва и публикува още около 500 стихотворения, включително известното „Махабат“. Превежда „Витязът в тигрова кожа“, шекспировите „Отело“ и „Дванадесета нощ“ и „Евгений Онегин“ от Пушкин. Някои от неговите стихотворения са вдъхновени от собствените му преживявания – първата му любов, смъртта на родителите и дъщеря му през 1943 г.
Има неуспешен брак със Зеинеп Соорбаева (1941 – 1943). Умира от пневмония на 35-годишна възраст в Бишкек през 1950 г.